# Chiara Hahn
Chiara Hahn (Lauterbach, 2 januari 2002) is een voetbalspeelster uit Duitsland. Ze speelt als middenvelder voor TSG 1889 Hoffenheim in de Bundesliga.

## Clubcarrière
Hahn begon met voetballen bij JSG Lauter in haar geboorteplaats. In 2013 stapte ze over naar JFV Alsfeld-Bechtelsberg. Op veertienjarige leeftijd stapte Hahn over naar de jeugdopleiding van 1. FFC Frankfurt. Van 2016 tot 2018 kwam Hahn uit voor het B-junioren team van 1. FFC Frankfurt in de B-junioren Bundesliga. Hier behaalde ze een derde plaats achter FC Bayern München en SC Freiburg. Vervolgens werd Hahn overgeheveld naar het tweede elftal van 1. FFC Frankfurt. Tussen 2018 en 2020 kwam Hahn tot 34 wedstrijden en 9 doelpunten in de 2de Bundesliga. Op 28 juni 2020 maakte Hahn haar debuut in de Bundesliga voor 1. FFC Frankfurt. Dit was tevens haar enige wedstrijd in de hoofdmacht van de club.
Van 2020 tot 2022 studeerde Hahn aan de University of South Florida waar ze voetbalde voor het universiteitsteam South Florida Bulls.
Na haar studie te hebben afgerond, werd Hahn in 2023 gecontracteerd door SV Werder Bremen. Vanaf februari 2023 speelde Hahn acht competitiewedstrijden.
Op 2 mei 2024 werd bekend dat Hahn vanaf het seizoen 2024/25 overstapt naar competitiegenoot TSG 1899 Hoffenheim. Ze tekende een contract dat haar tot medio 2026 aan de club uit Sinsheim verbonden houdt.

## Statistieken
| Seizoen | Club                | Competitie     | Competitie | Competitie | Beker | Beker | Overig | Overig | Totaal | Totaal |
| Seizoen | Club                | Competitie     | Wed.       | Dlp.       | Wed.  | Dlp.  | Wed.   | Dlp.   | Wed.   | Dlp.   |
| ------- | ------------------- | -------------- | ---------- | ---------- | ----- | ----- | ------ | ------ | ------ | ------ |
| 2018/19 | 1. FFC Frankfurt II | 2de Bundesliga | 21         | 5          | 0     | 0     | 0      | 0      | 21     | 5      |
| 2019/20 | 1. FFC Frankfurt II | 2de Bundesliga | 13         | 4          | 0     | 0     | 0      | 0      | 13     | 4      |
| 2019/20 | 1. FFC Frankfurt    | Bundesliga     | 1          | 0          | 0     | 0     | 0      | 0      | 1      | 0      |
| 2022/23 | SV Werder Bremen    | Bundesliga     | 8          | 0          | 0     | 0     | 0      | 0      | 8      | 0      |
| 2023/24 | SV Werder Bremen    | Bundesliga     | 19         | 0          | 0     | 0     | 0      | 0      | 19     | 0      |
| 2024/25 | TSG 1899 Hoffenheim | Bundesliga     | 13         | 0          | 1     | 0     | 0      | 0      | 14     | 0      |
| 2025/26 | TSG 1899 Hoffenheim | Bundesliga     | 0          | 0          | 0     | 0     | 0      | 0      | 0      | 0      |
| Totaal  | Totaal              | Totaal         | 75         | 9          | 1     | 0     | 0      | 0      | 76     | 10     |

Bijgewerkt t/m 12 augustus 2025.

## Interlandcarrière
Hahn maakte tussen december 2016 en december 2018 onderdeel uit van de jeugdselecties van Duitsland onder 15, Duitsland onder 16 en Duitsland onder 17. In 2020 kwam Hahn driemaal uit voor Duitsland onder 20. In 2022 kwam Hahn tevens uit voor Duitsland onder 20.
1 Peng ·
3 Janzen ·
5 Ulbrich ·
6 Wichmann ·
8 Weiß ·
9 Weidauer ·
10 Mahmoud ·
11 Sternad ·
13 Walkling ·
14 Brandenburg ·
15 Sehan ·
16 Bernhardt ·
17 Dahl ·
18 Hausicke ·
19 Matheis ·
20 Meyer ·
21 Hahn ·
22 Dieckmann ·
23 Németh ·
27 Lührßen ·
28 Wirtz ·
29 Kunkel ·
31 Etzold ·
32 Pettersen ·
33 Pérez Jaramillo ·
37 Dahms ·
39 Behrens ·
Coach: Horsch